# 國際癌症期刊
《國際癌症期刊》（英語：International Journal of Cancer）發表了有關實驗和臨床癌症研究的文章。它所編輯的範圍涵蓋了研究論文、小評論、簡短報告和讀者來信。
主編為哈拉尔德·楚尔·豪森，其亦是2008年諾貝爾生理及醫學獎的得主。

## 外部連結
- 國際癌症期刊 （页面存档备份，存于）